# Robert Edward Lee Allen
Robert Edward Lee Allen (* 28. November 1865 in Lima, Tyler County, West Virginia; † 28. Januar 1951 in Mountain Lake Park, Maryland) war ein US-amerikanischer Politiker. Zwischen 1923 und 1925 vertrat er den zweiten Wahlbezirk des Bundesstaates West Virginia im US-Repräsentantenhaus.

## Werdegang
Robert Allen besuchte die öffentlichen Schulen seiner Heimat, die Fairmont Normal School und das Peabody College in Nashville (Tennessee). Danach studierte er bis 1895 an der University of West Virginia in Morgantown unter anderem Jura. Nach seiner im selben Jahr erfolgten Zulassung als Rechtsanwalt begann er in Morgantown in seinem neuen Beruf zu arbeiten.
Allen war Mitglied der Demokratischen Partei. Zwischen 1895 und 1917 saß er im Stadtrat von Morgantown. Von 1917 und 1921 fungierte er als stellvertretender Leiter der Bundessteuerbehörde für West Virginia. Danach war er bis 1923 zwei Jahre lang städtischer Richter. 1922 wurde Allen im zweiten Distrikt von West Virginia in das US-Repräsentantenhaus in Washington, D.C. gewählt, wo er am 4. März 1923 die Nachfolge des Republikaners George M. Bowers antrat. Da er aber bereits bei den nächsten Wahlen im Jahr 1924 dem Republikaner Frank L. Bowman unterlag, konnte er bis zum 3. März 1925 nur eine Legislaturperiode im Kongress absolvieren.
Im Jahr 1926 bewarb sich Allen erfolglos um seine Rückkehr in das US-Repräsentantenhaus. Anschließend arbeitete er bis 1927 wieder als Anwalt. Danach zog er in das Preston County in West Virginia. Zwischen 1929 und 1939 war er in der Tourismusbranche tätig, indem er im Sommer in Brookside einen Erholungsbetrieb für Urlauber leitete. Seinen Lebensabend verbrachte er in Aurora (West Virginia). Robert Allen verstarb 1951 in Maryland und wurde in Kingwood beigesetzt.